# ارين هيلمان
ارين هيلمان (بالإنجليزية: Warren Hellman)‏ هو خبير مالي أمريكي، ولد في 25 يوليو 1934 في نيويورك في الولايات المتحدة، وتوفي في 18 ديسمبر 2011 في سان فرانسيسكو في الولايات المتحدة بسبب ابيضاض الدم.

## وصلات خارجية
- ارين هيلمان على موقع إن إن دي بي (الإنجليزية)